# اتل سیمور
اتل سیمور (انگلیسی: Ethel Seymour; ۶ مارس ۱۸۹۷ – ۱۳ نوامبر ۱۹۶۳) ژیمناست هنری زن اهل بریتانیا بود.